# マウス・オン・マーズ
マウス・オン・マーズ（Mouse on Mars）は、1993年にヤン・ヴェルナーとアンディ・トーマによって結成された電子音楽デュオ。彼らの音楽は、IDM、ダブ、クラウトロック、ブレイクビーツ、アンビエントなどの電子音楽ジャンルのブレンドであり、オーガニックなアナログシンセサイザーとクロス・フリクエンシー・モデュレーション（周波数変調）を多用している。その音楽には、弦楽器、ホーン、ドラム、ベース、ギターなどの生楽器も含まれている。 

## 略歴
ケルン出身のヤン・ヴェルナーとデュッセルドルフ出身のアンディ・トーマは、同じ日に同じ病院で生まれた幼なじみである。彼らは2人とも1990年代半ばから電子音楽に携わった。初期のレコーディングにおいて、彼らの音楽は主にクラウトロック、ダブ、テクノ、アンビエントであって、ボーカルは含まれていなかったが、最近のレコーディングではゲスト・アーティストのボーカルをフィーチャーしており、その多くはデュオと一緒にツアーを行った。
彼らのファースト・アルバム『Vulvaland』は、1994年にイギリスのレコード・レーベル「Too Pure」からリリースされた。オールミュージックのショーン・クーパーは、「ゆらゆらと、テクノ、ダブ、クラウトロックの実験的な系統を伴いつつ、アンビエントのテクスチャをかろうじてデジタルでマッチさせたもの」であると述べている。セカンド・アルバム『アイアオラ・タヒチ』は、はるかに遊び心があり、エレクトロニック・ダンスのジャンルを幅広く網羅している。それから何年にもわたり、彼らのサウンドは暖かさ、遊び心、そしてデュオが「幻想的な分析」と呼んでいるものを盛り込んでいった。6枚目のアルバム『ニウン・ニグン』（2000年にドミノ・レコーズからリリース）では、生楽器がより目立つようになる。7枚目のアルバムである『イディオロギー』はこの流れを続け、8枚目のアルバムとなる『ラディカル・コネクター』では、より入り込みやすい「ポップ」なアプローチを採用した。どちらも、主にツアー・ドラマーであったドド・ンキシのボーカルをより多く含むようになった。
マウス・オン・マーズは定期的にスリー・ピースとしてライブを行い、トーマとヴェルナーにドラマーのドド・ンキシが加わった。2005年に、彼らは『ライヴ04』というタイトルの最初のライブ・アルバムをリリースした。
バンドは、ほぼ6年後となる2012年2月に10枚目のフル・アルバム『パラストロフィックス』をリリースした。これは、モードセレクターのレコード・レーベル「Monkeytown」からリリースされた最初のアルバムであった。さらに6年後、バンドはスリル・ジョッキーに戻り、2018年4月に『ディメンショナル・ピープル』をリリースした。
ヴェルナーは、彼自身の名前で、リトップスと「Noisemashinetapes」としてソロ作品をリリースした。ヴェルナーは、ミクロストリアでオヴァルのマーカス・ポップともコラボレーションしている。ヴェルナーは、有名なビジュアル・アーティストのローザ・バルバとも共に仕事を行った。イギリスのインディー・レーベルでアルバムをリリースしている間に、マウス・オン・マーズは自分たちでレーベル「Sonig」を立ち上げ、自分たちの作品と他のドイツ・アーティストの作品をリリースするようになった。彼らはまた、多くのEPを制作し、映画サウンドトラックの音楽を録音したり、他のミュージシャンの作品をリミックスしたりしている。
2018年に『ディメンショナル・ピープル』がリリースされると、バンドはディメンショナル・ピープル・アンサンブル (Dimensional People Ensemble)名義でパフォーマンスを行った。これは、ロボット工学とヒューマノイドによって演奏されるドラム、ホーン、ストリング、ボーカル、電子楽器のアンサンブルである。

## コラボレーション
マウス・オン・マーズは1990年代半ばに、ステレオラブとスタジオでコラボレーションし、共にツアーを行った。その成果は、ステレオラブのアルバム『ドッツ・アンド・ループス』と関連するシングル「ミス・モデュラー」、およびマウス・オン・マーズのEP『Cache Cœur Naïf』で聴くことができる。ヴェルナーとレティシア・サディエールはカラオケ・デュエットでパフォーマンスも行っている。
デュオは、2007年にヴォン・スーデンフェッド (Von Südenfed)と呼ばれるバンドで、ザ・フォールのマーク・E・スミスとコラボレーションを行った。彼らによるアルバムは『Tromatic Reflexxions』と呼ばれている。
2012年11月に『WOW』というタイトルのミニ・アルバムがリリースされた。このアルバムは、ボーカリストのダオ・アン・カーン、プロデューサーのエリック・D・クラーク、パンク・バンドのラス・ケリーズとデュオによる最初のレコーディングされたコラボレーションを記録した。

## ディスコグラフィ

### スタジオ・アルバム
- Vulvaland (1994年)
- 『アイアオラ・タヒチ』 - Iaora Tahiti (1995年)
- 『アウトディタッカー』 - Autoditacker (1997年)
- 『インストルメンタルズ』 - Instrumentals (1997年)
- 『グラム』 - Glam (1998年)
- 『ニウン・ニグン』 - Niun Niggung (1999年)
- 『イディオロギー』 - Idiology (2001年)
- 『ラディカル・コネクター』 - Radical Connector (2004年)
- 『ヴァルシャルズ』 - Varcharz (2006年)
- 『パラストロフィックス』 - Parastrophics (2012年)
- 『ディメンショナル・ピープル』 - Dimensional People (2018年)
- 『AAI』 - AAI (2021年)[11]

### ライブ・アルバム
- 『ライヴ04』 - Live 04 (2005年)

### ミニ・アルバム
- 『WOW』 - WOW (2012年)

### コラボレーション
- Tromatic Reflexxions (2007年) ※ヴォン・スーデンフェッド名義。with マーク・E・スミス

### コンピレーション・アルバム
- Rost Pocks: The EP Collection (2003年)
- 『21アゲイン』 - 21 Again (Collaborations) (2014年)

### シングル、EP
- "Frosch" (1994年)
- "Bib" (1995年)
- "Saturday Night Worldcup Fieber" (1995年)
- Cache Cœur Naïf (1997年) ※EP
- "Twift" (1997年)
- Pickly Dred Rhizzoms (1999年) ※EP
- "Distroia" (1999年)
- "Diskdusk" (1999年)
- 「アクショニスト・リスポーク」 - "Actionist Respoke" (2001年)
- 「アジット・イッター・イット・イット」 - "Agit Itter It" (2002年)
- "Wipe That Sound" (2005年)
- "They Know Your Name" (2012年)
- "Spezmodia" (2014年)
- Synaptics (2017年) ※EP